# Zawisza (nazwisko)
Zawisza (forma żeńska: Zawisza, liczba mnoga: Zawisza, Zawiszowie) – polskie nazwisko.

## Etymologia nazwiska
Utworzone od zawiszać, zawisać, zawieszać. Notowane od 1214 roku.

## Rody szlacheckie
Nazwiskiem Zawisza posługiwało się kilka rodów szlacheckich. Byli to: Zawisza herbu Łabędź, Zawisza herbu Hołobok, Zawisza herbu Jastrzębiec, Zawisza herbu Jelita, Zawisza herbu Topór i Zawisza herbu Zadora.

## Demografia
Na początku lat 90. XX wieku w Polsce mieszkały 4283 osoby o tym nazwisku, najwięcej w dawnym województwie: radomskim  – 735, katowickim – 450 i warszawskim – 358. Należy również wspomnieć o osobach: Zawisza de Sulima (2 osoby w województwie szczecińskim), Zawisza-Jarecka (3 osoby w województwie wrocławskim) oraz Molestak vel Zawisza jedna osoba w województwie lubelskim. W 2018 roku mieszkały w Polsce około 5133 osoby o nazwisku Zawisza, najwięcej w Radomiu i Warszawie.